# Föderale IT-Kooperation
Die Föderale IT-Kooperation (FITKO) ist eine deutsche rechtsfähige Anstalt des öffentlichen Rechts, die von Bund und Ländern auf der Grundlage des IT-Staatsvertrags im Jahr 2019 gegründet wurde. Sie bildet den operativen Unterbau des IT-Planungsrats und bündelt Ressourcen und Kompetenzen, um die Digitalisierung der Verwaltung im Auftrag des IT-Planungsrats auf der Grundlage der Föderalen Digitalstrategie zu koordinieren und umzusetzen.

## Geschichte
Die FITKO wurde am 1. Januar 2020 mit Sitz in Frankfurt am Main etabliert.  Erste Präsidentin der FITKO war Annette Schmidt. Seit 1. November 2023 ist André Göbel Präsident der FITKO. Er ist beratendes Mitglied des IT-Planungsrats.
Für die Jahre 2020 bis 2022 hatten sich Bund und Länder dazu verpflichtet, ein Digitalisierungsbudget in Höhe von 180 Millionen Euro zur Verfügung zu stellen.
Im Jahr 2020 wurden der FITKO insgesamt 40 Stellen bewilligt. Stand Juni 2025 hat die FITKO 111 Mitarbeiter.

## Aufgaben
Aufgabe der FITKO ist es, den IT-Planungsrat organisatorisch und fachlich zu unterstützen. Im Einzelnen umfasst dies folgende Aufgaben:
- Föderale Koordination: Koordination IT-Planungsrat, Management der Umsetzung des Onlinezugangsgesetzes und Beratung des IT-Planungsrats bei der Entscheidungsfindung und der Ausgestaltung seiner Beschlüsse.[13]
- Produktmanagement: Steuerung der Produkte des IT-Planungsrats nach einem einheitlichen Produktmanagement-Modell in Zusammenarbeit mit dem Bundesministerium für Digitales und Staatsmodernisierung:[14] Einheitliche Behördennummer 115[15], Deutsche Verwaltungscloud (DVC)[16], Deutsche Verwaltungsdiensteverzeichnis (DVDV)[17], eGOov-Campus[18], FIM – Föderales Informationsmanagement[19], FINK – Föderiertes Identitätsmanagement interoperabler Nutzerkonten[20], FIT-Connect[21], FIT-Store – Nachnutzen statt neu entwickeln[22], Föderales Entwicklungsportal[23], GovData – Alle frei zugänglichen Verwaltungsdaten an einem Ort[24], Governikus – Sicherer Datenaustausch für die öffentliche Verwaltung[25], Governikus MultiMessenger[26], Marktplatz für EfA-Leistungen[27], Online-Sicherheitsprüfung (OSiP)[28], PVOG – Portalverbund Online-Gateway[29].
- Projektmanagement: Steuerung von zeitlich befristeten, staatsvertragskonformen Projekten[30].
- Föderale IT-Architektur: strategische und fachliche Mitgestaltung einer einheitlichen IT-Infrastruktur[31]

## Beteiligungen
- Die FITKO ist Gesellschafter der PD – Berater der öffentlichen Hand.[32]
- Die FITKO ist Mitglied der Genossenschaft der öffentlichen IT-Dienstleister govdigital eG[33]